# Aleksandar Jovičić
Aleksandar Jovičić, né le 18 juillet 1995 à Banja Luka en Bosnie-Herzégovine, est un footballeur international bosnien qui évolue au poste de défenseur central au HNK Gorica.

## Biographie

### En club
Né à Banja Luka en Bosnie-Herzégovine, Aleksandar Jovičić est formé par le FK Rudar Prijedor, où il commence sa carrière professionnelle.
Le 1er juillet 2016, Aleksandar Jovičić rejoint la Croatie pour s'engager en faveur du NK Slaven Belupo. Il joue son premier match sous ses nouvelles couleurs le 23 juillet 2016, lors d'une rencontre de championnat face au HNK Cibalia. Il entre en jeu à la place de Vinko Međimorec (en) et son équipe s'impose par deux buts à un.
Le 15 février 2018, Jovičić est prêté jusqu'à la fin de la saison au NK Istra 1961.
Le 4 juillet 2018 Aleksandar Jovičić s'engage en faveur du HNK Gorica. Il joue son premier match pour son nouveau club le 28 juillet 2018, lors de la première journée de la saison 2018-2019 de première division croate contre le HNK Rijeka. Il est titularisé et son équipe est battue sur le score de deux buts à un.

### En sélection
Le 21 mai 2021, Aleksandar Jovičić est appelé pour la première fois avec l'équipe nationale de Bosnie-Herzégovine par le sélectionneur Ivaylo Petev. Il honore sa première sélection lors de ce rassemblement, le 2 juin 2021, lors d'un match amical face au Monténégro. Il est titularisé et les deux équipes se neutralisent (0-0).